# ГЕС Капулін – Сан-Пабло
ГЕС Капулін — Сан-Пабло — гідроелектростанція, що споруджується у центральній частині Коста-Рики, за три з половиною десятки кілометрів на захід від столиці країни Сан-Хосе. Знаходячись після ГЕС Чукас, становитиме нижній ступінь каскаду на річці Тарколес (Гранде-де-Тарколес), яка тече зі столичного району на захід та впадає до затоки Нікоя на тихоокеанському узбережжі країни.
Тарколес дренує західну частину міжгірської депресії, відомої як Центральні рівнини та обмеженої з півночі Кордильєрою-Сентраль, а з півдня Кордильєрою-де-Таламанка. Місце для станції Капулін — Сан-Пабло обрали в районі, де річка проривається через Кордильєру-де-Таламанка у напрямку Тихого океану, при цьому Тарколес перекриють греблю з ущільненого котком бетону висотою 48,5 метра, довжиною 166 метрів та шириною по гребеню 7,4 метра, яка потребуватиме 150 тис. м3 матеріалу.
Від греблі ресурс спершу подаватимуть через сталеву трубу довжиною 0,25 км, за якою слідуватиме прокладений через лівобережний масив тунель довжиною 0,6 км з перетином 45 м2. На завершальному етапі він буде з'єднаний з запобіжним балансувальним резервуаром шахтно-баштового типу висотою 30 метрів та діаметром 18 метрів. Далі до машинного залу вестиме похилий напірний водовід довжиною 70 метрів.
Основне обладнання станції становитимуть дві турбіни типу Френсіс потужністю по 25 МВт, які працюватимуть при напорі у 50,3 метра.
Відпрацьована вода повертатиметься до Тарколес.
Видача продукції відбуватиметься по ЛЕП, розрахованій на роботу під напругою 230 кВ.
Первісно введення станції в експлуатацію планувалось на 2015 рік. Проте її будівництво відбувалось з затримками, що призвели до розриву контракту між замовником (національна електроенергетична компанія Instituto Costarricense de Electricidad) та першим підрядником Hidrotarcoles. Наразі очікують на завершення станції у 2019 році.